# Kirsten Knip
Kirsten Knip (ur. 14 września 1992 w Enkhuizen) – holenderska siatkarka, reprezentantka kraju, grająca na pozycji libero. 
Zaczęła grać w siatkówkę w wieku 10 lat. Jej ojciec Wim jest byłym siatkarzem międzynarodowym, a jej dwie starsze siostry Karen i Ellen, również grały w siatkówkę. Pod koniec maja 2012 roku zadebiutowała w kadrze narodowej Holandii w towarzyskim meczu z reprezentacją Francji w Weert. 10 października 2024 roku poinformowała, że kończy karierę reprezentacyjną.

## Sukcesy klubowe
Superpuchar Holandii:
- 2010, 2013

Mistrzostwo Holandii:
- 2013, 2021
- 2014
- 2011

Mistrzostwo Rumunii:
- 2020

## Sukcesy reprezentacyjne
Mistrzostwa Europy:
- 2015, 2017
- 2023[4]

Grand Prix:
- 2016